# Villa mauresque (Hendaye)
Pour les articles homonymes, voir Villa mauresque (homonymie).
La villa mauresque, inscrite monument historique depuis 2010, est située à Hendaye dans le département des Pyrénées-Atlantiques en région Nouvelle-Aquitaine. 

## Localisation
La villa est située rue des Pêcheurs, sur les anciens remparts de la ville, sur la rive droite de l'estuaire de la Bidassoa, ou baie de Chingoudy (en basque Txingudi) qui sépare la France de l'Espagne.

## Historique
Juste à côté de la villa Mauresque se trouvait la redoute d’Hendaye (Andaye) qu’on appelle le « vieux fort » ou « gaztelu zahar » construit sous la direction de Vauban et qui assurait la protection d’Andaye, en conflit permanent avec ses voisins de Fontarrabie, les Espagnols revendiquant l’exclusivité de la pêche et de la navigation sur la Bidassoa au prétexte que, descendant de la Navarre, le fleuve leur appartenait. Ce fort, ainsi que la ville d’Andaye furent entièrement détruits par les armées espagnoles en 1793, l’Espagne étant entrée en guerre contre la Révolution française.
Cette occupation est suivie de l’arrivée des armées de la République qui, sous le commandement du futur Maréchal Moncey, prendront Fontarrabie et envahiront tout le Guipuscoa. Mais Andaye était en ruines. Hendaye ne se relèvera des guerres de la Révolution et de l’Empire que vers la fin du XIXe siècle avec l’arrivée du chemin de fer, du tourisme et la reprise de la pêche et de ses industries. C’est à cette époque que le comte Jules de Polignac (cousin du prince Jules de Polignac, président du Conseil de Charles X) capitaine au 4ème Chasseurs d'Afrique, ayant participé à toutes les campagnes de la conquête de l'Algérie, obtient de la ville, en 1865, la vente d’une parcelle du glacis du fort et le droit d’y construire un petit fortin de style mauresque, en récupérant les pierres des ruines du fort.

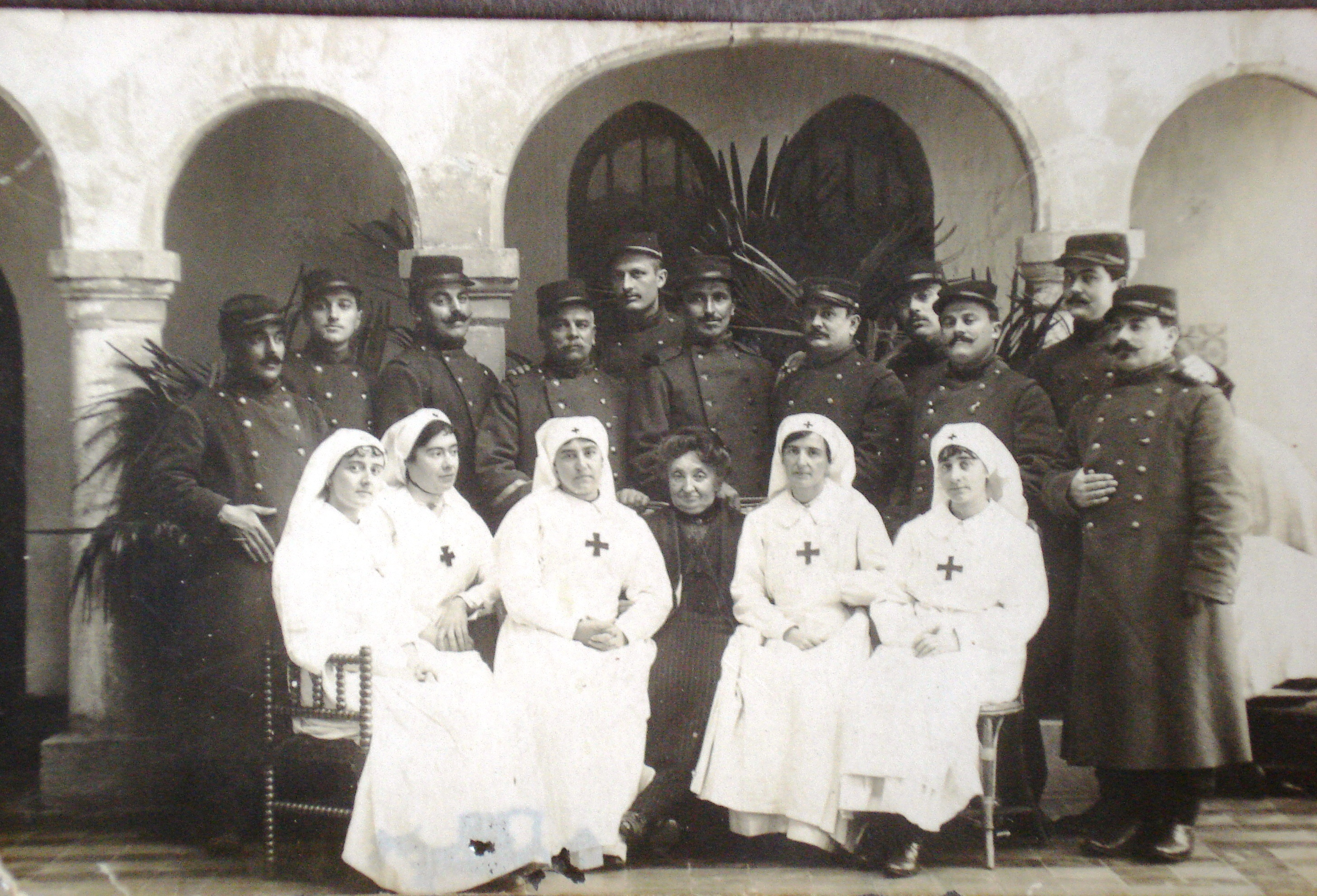
La Mauresque pendant la Première Guerre mondiale.

Le comte de Polignac, très endetté, sa maison fut reprise par sa famille qui la vendit en 1890 au docteur Camino, issu d’une vieille famille de Briscous, futur maire d’Hendaye, qui venait d'ouvrir l'Hôpital marin d'Hendaye. Le docteur Camino réhabilite complètement la maison Mauresque qui était abandonnée et y fera des travaux importants en ajoutant deux étages d’habitation et en transformant la cour en patio intérieur couvert par une verrière.
Enfin, la fille du docteur Camino, mariée au riche armateur Louis Légasse, la transforme, dans les années 1950, en villa d’été en lui donnant son aspect actuel avec le patio à ciel ouvert. La villa Mauresque est toujours restée dans la famille Légasse-Camino.
La villa est inscrite monument historique par décret du préfet d'Aquitaine du 28 décembre 2010.

## Points remarquables

### Ama Guadalupekoa

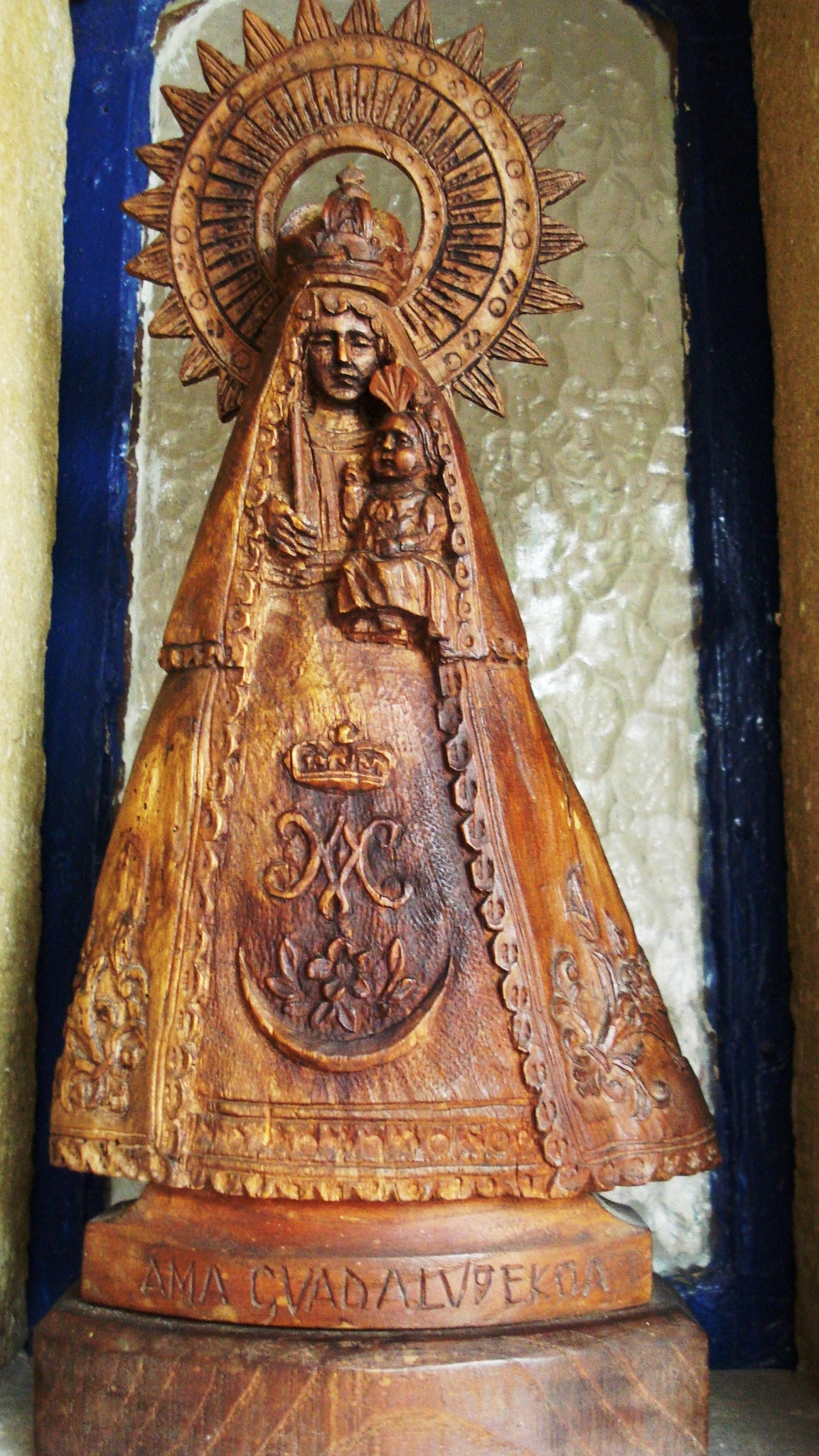
Ama Guadalupekoa.

Notre Dame de la Guadeloupe (Ama Guadalupekoa) est la Sainte Patronne de Fontarabie. La statue qui est dans sa petite niche extérieure est due au sculpteur Serafin Esuain, dit El Mudo car il était muet. Il a sculpté la fontaine en pierre de l’ermitage d’Ama Guadalupe au sommet du Jaizkibel. 
Les Hondarribiars la fleurissent toute l’année et sa présence de ce côté de la Bidassoa est un signe d’amitié entre les deux villes riveraines.[réf. nécessaire]

### La sirène des Légasse
La sirène qui est au dessus de la porte principale est le blason du village de Legasa, en Navarre, dans la vallée du Baztàn, lorsque la Bidassoa s’appelle encore le Baztàn, village d’origine de la famille Légasse, avant de s’installer à Sare, de l’autre côté de la vallée, puis à Bassussary. On retrouvera cette sirène sur les bateaux de cette grande famille d’armateurs, sur toutes leurs maisons et sur leurs tombes. Cette même sirène se trouve sur les armes de Fontarabie. 
L’écrivain et homme politique basque Marc Légasse en a écrit la légende dans La Petite Sirène au Peigne et au Miroir d’Or.

### Le canon de Txingudi
Sur la terrasse, juste en face de Fontarabie, un canon de marine, récupéré au fond de la mer, est un souvenir de la bataille des Cardinaux (1759) au cours de laquelle les navires français en difficulté sabordèrent leurs canons pour ne pas les livrer aux Anglais. 
Chaque année, le 8 septembre, ce canon répond aux tirs de la Ville de Fontarrabie, qui, pour célébrer leur délivrance du siège de la ville en 1638, tirent au canon vers la rive française. Ce canon est également utilisé le soir de la Tamborrada d’Hendaye, lors des fêtes patronales de la saint Vincent, et lors de la Fête basque.

### Le patio
Toute la villa tourne autour du patio dont les colonnes supportent l’étage des habitations. Les fenêtres, les portes, comme les colonnes, sont en pierre de Fontarabie, pierre jaune des falaises de la baie que l’on retrouve dans de nombreux bâtiments comme le fort ou la grande église de Fontarabie.

### Le musée des Légasse

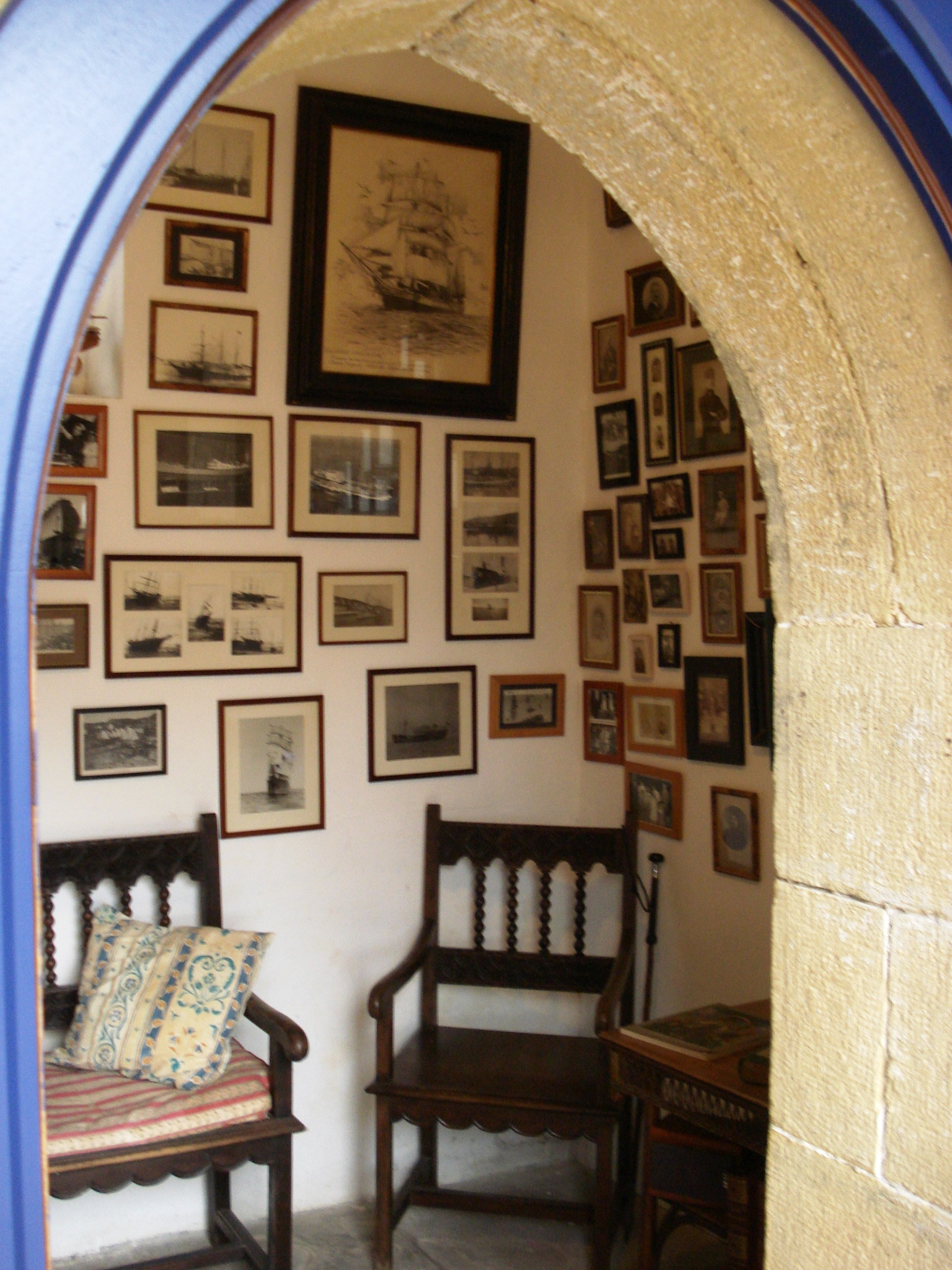
Le musée des Légasse.

Une petite pièce rassemble les photos de cette vieille famille d’armateurs qui régna pendant un siècle sur la colonie de Saint-Pierre-et-Miquelon. Famille très impliquée dans la politique et dans l’église. Associé au roi d’Espagne, Alphonse XIII, Louis Légasse fut même le fondateur de la célèbre PYSBE à Pasajes, la première compagnie de Grande-Pêche en Espagne.

### Le bureau Napoléon

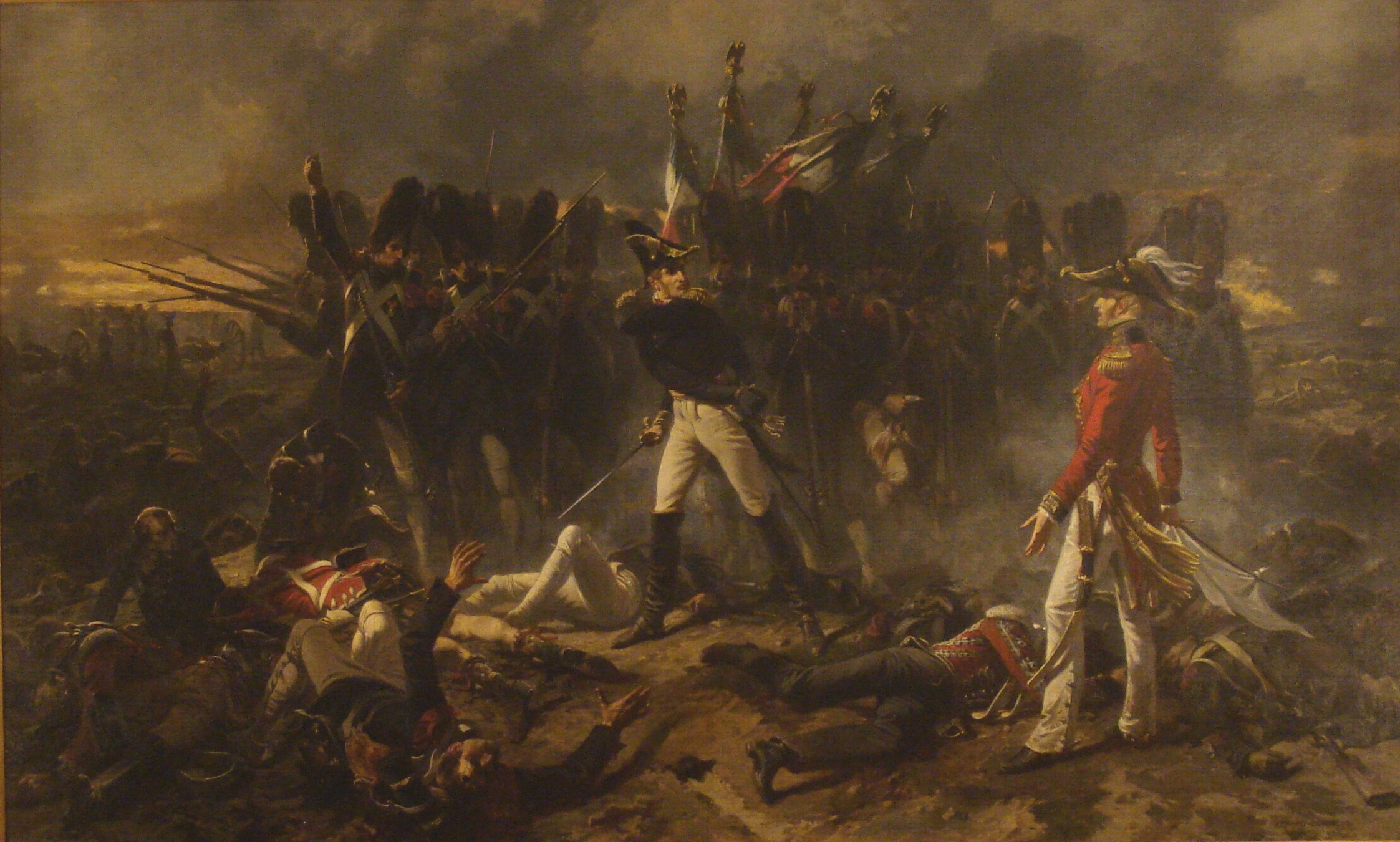
Cambronne à Waterloo d'Armand-Dumaresq est exposé dans le bureau Napoléon.

Cette pièce est dédiée aux événements majeurs qui se déroulèrent dans la région autour du siège de Saint Sébastien, les Batailles de la Bidassoa et de la Nivelle et l’affrontement historique entre Arthur Wellesley, le duc de Wellington et le maréchal Soult, duc de Dalmatie. 
On peut y voir l'Aigle blessé de Jean-Léon Gérôme ainsi que le tableau de Charles Édouard Armand-Dumaresq Cambronne à Waterloo, commande de Napoléon III pour l'Exposition universelle de 1867.

### Le jardin sur la Bidassoa
Le jardin de la villa Mauresque est, en fait, une palmeraie naturelle posée sur les restes des fortifications d’Hendaye.